# Epidendrum unifoliatum
Epidendrum unifoliatum är en orkidéart som beskrevs av Rudolf Schlechter. Epidendrum unifoliatum ingår i släktet Epidendrum och familjen orkidéer.
Artens utbredningsområde är Peru. Inga underarter finns listade i Catalogue of Life.